# Organyà
Organyà è un comune spagnolo di 942 abitanti situato nella comunità autonoma della Catalogna, nella provincia di Lleida.